# Гамбит (Marvel Comics)
Гамбит (англ. Gambit), настоящее имя Реми Этьен Лебо (англ. Remy Etienne LeBeau) — вымышленный персонаж американских комиксов издательства Marvel Comics, наиболее известный как один из членов Людей Икс. Он был создан сценаристом Крисом Клэрмонтом и художником Джимом Ли. Изображённый Майком Коллинзом, Гамбит дебютировал в The Uncanny X-Men Annual #14 (Июль 1990), прежде чем полноценно появиться в The Uncanny X-Men #266 (Август 1990).
Гамбит является представителем подвида людей, известных как Мутанты, которые рождаются со сверхчеловеческими способностями. Он обладает способностью мысленно создавать, контролировать и манипулировать чистой кинетической энергией по своему усмотрению. Также обладает квалификацией в метании карт, рукопашном бою и владении посохом бо. Гамбит, как правило, заряжает игральные карты и другие объекты кинетической энергией, используя их как взрывные снаряды.
Он был членом гильдии воров, прежде чем присоединиться к Людям Икс. Многие из них были скептически настроены по отношению к Реми, принимая во внимание его прошлое. Наиболее непростые отношения у него сформировались с Шельмой, с которой он неоднократно расходился и воссоединялся. Положение Гамбита усугубилось, когда была раскрыта его связь со злодеем Злыднем, после чего Реми пытался искупить вину в глазах товарищей по команде. Несмотря на то, что он изображался как «дамский угодник», с годами раскрылась более чувствительная сторона Гамбита, которая касалась Шельмы. Гамбит яростно гордится своим происхождением из Луизианы и говорит с каджунским акцентом.
С момента его первого появления в комиксах Гамбит фигурировал в различных сериях. Было предпринято несколько попыток запустить сольный онгоинг персонажа. Также у него были две собственные мини-серии, а сам Гамбит сыграл важную роль в Gambit & the X-Ternals, послужившей заменой X-Force во время Age of Apocalypse. Гамбит занял 65-е место среди «100 лучших героев комиксов всех времён» по версии IGN. в 2013 году ComicsAlliance поместил Гамбита на 4-е место в своём списке «50 самых сексуальных персонажей мужского пола в комиксах». Он фигурировал в нескольких мультсериалах и видеоиграх с участием Людей Икс. Кинодебют Гамбита состоялся в фильме «Люди Икс: Начало. Росомаха» (2009), где его сыграл Тейлор Китч. В картине «Кинематографической вселенной Marvel» «Дэдпул и Росомаха» (2024) роль персонажа исполнил Ченнинг Татум.

## История публикаций
После эпизодического появления в The Uncanny X-Men Annual #14 (Июль 1990) Гамбита полноценно дебютировал в The Uncanny X-Men #266 (Август 1990). Поскольку события ежегодника хронологически следуют за сюжетом из #266, среди коллекционеров ведутся споры о том, какой выпуск является «истинным» первым появлением персонажа. Гамбит присоединился к Людям Икс и появлялся практически в каждом выпуске вплоть до The Uncanny X-Men #281, после публикации которого серия была переименована в X-Men. Когда Шторм сформировала группу для охоты за дневниками Судьбы на страницах X-Treme X-Men, Гамбит присоединился к ней #5 и фигурировал в оставшейся части серии.
Гамбит принял участие в четырёх мини-сериях:
- Gambit Volume One (1993) и Gambit Volume Two (1997), в которых исследовалось таинственное прошлое персонажа и его связь с гильдией воров Нового Орлеана.
- Wolverine/Gambit: Victims (1995), где Гамбит объединился с другим популярным членом Людей Икс в лице Росомахи, чтобы разоблачить современного Джека Потрошителя.
- Gambit and Bishop (2001), позиционировавшейся как продолжение первой серии[8], в событиях которой приняли участие другие Люди Икс и Страйф.

Гамбит был ключевым персонажем трёх онгоингов. Первый, состоявший из 25 выпусков и двух ежегодников, публиковался с февраля 1999 года по февраль 2001 года. Второй, насчитывающий 12 выпусков, издавался с ноября 2004 года по август 2005 года. Третья серия длилась 17 выпусков, с августа 2012 года по сентябрь 2013 года.
Ко всему прочему, в Gambit & the X-Ternals, публиковавшейся в 1995 году, рассказывается о группе мутантов-отступников во главе с Гамбитом, которые жили на грани закона во время событий Age of Apocalypse. В 2009 году прошлое Гамбита было исследовано в ваншоте X-Men Origins: Gambit. В 2010 году состоялся выход ваншота Curse of the Mutants: Storm & Gambit. С июня 2011 года персонаж начал появляться в серии X-Men: Legacy.
На съезде C2E2, организованном Marvel Comics, было объявлено, что в августе 2012 года Гамбит получит свою собственную сольную серию, которая вернёт персонажа в амплуа харизматичного, крутого вора-мутанта. Сценаристами выступил Джеймс Асмус, а художником — Клэй Манн.На вопрос о сюжете предстоящей серии Асмус ответил: «Комикс фокусируется на двух наиболее важных аспектах Гамбита: во-первых, он сексуален, а во-вторых, он — непревзойдённый крутой вор Вселенной Marvel». Marvel закрыла серию после выпуска #17.
Гамбит был одним из главных персонажей серии All-New X-Factor 2013 года, написанной Питером Дэвидом и проиллюстрированной Кармином Ди Джандоменико. Серия была закрыта после публикации выпуска #20, и Дэвид высказал предположение, что пройдёт некоторое время, прежде чем Marvel снова рассмотрит возможность дать Гамбиту главную роль из-за низких продаж серий с его участием.
В октябре 2017 года Гамбит, наряду со своей возлюбленной Шельмой, обзавёлся собственным комиксом под названием Rogue and Gambit, который был выпущен в 2018 году.

## Биография

### Детство и Мародёры
Брошенный при рождении из-за огненно-красных глаз, ребёнок, который впоследствии стал Реми Лебо, был похищен из больничной палаты членами Новоорлеанской Гильдии Воров, которые упомянули мальчика как «le diable blanc» — белый дьявол. Они полагали, что он тот, кому суждено объединить враждующие Гильдии. Вскоре Реми оказался на попечении банды уличных воров, которые воспитывали ребёнка и обучали его воровскому мастерству.
Позже, когда ему было приблизительно десять лет, Реми попытался обчистить карманы Жан-Люка Лебо, патриарха Гильдии Воров. Жан-Люк забрал мальчика с улицы и принял его в свою семью. Как часть мирного договора между Гильдией Воров и их конкурентами, Гильдией Убийц, был устроен брак между Реми и Беллой Донной Будро, дочерью главы Гильдии Убийц. Однако, брат Бэллы Жюльен возражал против брака и вызвал Гамбита на поединок. Обороняясь, Реми убил Жюльена, и был выслан из Нового Орлеана в попытке поддержать пакт о ненападении между двумя гильдиями.
Однажды Реми обратился к учёному-генетику Злыдню за помощью в управлении своей силой. Злыдень удалил часть мозговой ткани Реми, чтобы уменьшить его силу, таким образом предоставляя ему больший уровень контроля. В результате Реми оказался в долгу перед генетиком, и Злыдень впоследствии приказал вору собрать команду убийц, названную Мародёрами. Реми не понимал, что Злыдень использует Мародёров, чтобы уничтожить подземное сообщество мутантов, известное как Морлоки. Видя ужасающие последствия его действий, Реми попытался остановить резню, но сам едва не погиб от рук мародёра по кличке Саблезубый. Однако, ему удалось спасти одну девочку из Морлоков, будущую мутантку Мэрроу.

### Раскол и сражение против Мстителей
После раскола между Циклопом и Росомахой, Гамбит стал учителем в школе Джин Грей. Во время конфликта между Мстителями и Людьми Икс, Гамбит был на стороне своих собратьев мутантов, однако в первое время отказывался принимать участие в сражении, дабы никто из его учеников не попытался вступить в бой. После битвы, Гамбит вступил в войну против Мстителей. Однако, когда Пятёрка Феникса вышла из-под контроля, Гамбит и другие члены Людей Икс объединились с Мстителями, чтобы спасти своих товарищей.

### Присоединение к Икс Фактору
Со временем, Гамбит вернулся к своим воровским привычкам. Во время ограбления, в котором он «освобождал» древний артефакт из хранилища богатого коллекционера, Гамбит столкнулся с Росомахой. Тот сказал ему, что его воровство было недопустимым, когда тот был членом Людей Икс. В баре к нему подошла Полярис и предложила ему вступить в Икс Фактор. Несмотря на подозрение по поводу деятельности компании, стоящей за Икс Фактором, а также на недоверие к её члену Ртути, Гамбит соглашается.

## Силы и способности
Гамбит может преобразовывать потенциальную энергию объектов в кинетическую одним лишь прикосновением. Напитавшись его энергией, объекты, брошенные Гамбитом взрываются, попадая в цель. Гамбит может применять свои навыки только в отношении к неодушевленным предметам, он не может «заряжать» живые существа.
В роли Смерти (одного из всадников Апокалипсиса), Гамбит мог образовывать ядовитый смертельный газ. Однако он до сих пор имеет частичку этой сущности в своем сознании, что иногда приводит к внешней и внутренней трансформации Гамбита. В роли Смерти Гамбит может чувствовать присутствие телепата. Его карты становятся особенно опасными, так как, попадая в цель, они не просто взрываются, но также «попадают» на карту, которую Гамбит может затем снова перезарядить и использовать.
После операции, проведенной Злыднем, способности Гамбита были усилены до своего максимального потенциала. Например, мутант мог заряжать объект, уже не прикасаясь к нему, а просто взглянув на «цель» (включая и живых существ). Он также научился управлять количеством испускаемой им энергии. Во время кульминационной битвы с Новым Солнцем (собственной альтернативной версией из другого измерения), Гамбит утратил полученные после операции улучшенные возможности, и его способности вернулись к прежнему уровню.
Способности Гамбита контролировать энергию делают его суперловким и очень проворным, а также создают защитное поле, мешающее даже самым сильным телепатам проникнуть в разум Реми.
Не секрет, что Гамбит — искусный игрок в любые карточные игры.
У Гамбита есть также склонность к гипнозу — с помощью своего обаяния, он может влиять на чувствительный к воздействию ум постороннего человека. Он может заставить других поверить его словам или согласиться с ним без какой-либо веской причины. Более сильные телепаты однако, имеют защиту против «чар» Гамбита.
Глаза Гамбита крайне чувствительны к любому свету.

## Альтернативные версии

### День М
Гамбит кратко появляется в День М, где его ловит Кэрол Денверс.

### Марвел-Зомби
Заражённый Гамбит нападает на замок Доктора Дума вместе с десятками остальных зомби. А позже нападает на Серебряного Сёрфера вместе с другими инфицированными супергероями, в результате чего погибает.

### Ultimate Marvel
В этой вселенной Реми вор, как и в классической версии. В воспоминаниях показывается как в детстве отец бил его. Впервые Гамбит был показан спасающим молодую девушку от рук уличных грабителей. После этого Гамбит был найден Фенрис, которые заставили его похитить Шельму. Шельме удалось изменить Гамбита, после чего она и Реми начали грабить банки Фенрис. Был убит, сражаясь с Джаггернаутом из-за Шельмы.

## Вне комиксов

### Телевидение

Гамбит в мультсериале «Люди Икс» 1992 года.

- Гамбит является одним из главных героев мультсериала «Люди Икс» 1992 года, где его озвучил Крис Поттер[21]. В 1997 году Поттера заменил Тони Дэниэлс[21]. На протяжении большей части сериала он сомневается, что другие члены Людей Икс доверяют ему, несмотря на то, что он не раз доказывал свою преданность команде. В серии «Остров рабов», когда Гамбит, Джубили и Шторм были захвачены Стражами, он делает вид, что бросил захваченных мутантов, но лишь затем, чтобы вернуться и спасти их. В эпизоде «Дни минувшего будущего» появляется путешественник во времени Бишоп, который обвиняет Гамбита в предательстве Людей Икс и убийстве сенатора Роберта Келли. Выясняется, что предателем была обладающая способностью менять форму Мистик, замаскированная под Гамбита. В одном из эпизодов рассказывается о прошлом Гамбита в качестве члена гильдии воров и его романтических отношениях с Беллой Донной. На протяжении большей части сериала Гамбит поддерживает кокетливые отношения с Шельмой, в конечном итоге признаваясь ей в любви в эпизоде «Воссоединение часть 2».
- Версия Гамбита из «Людей Икс» 1992 года фигурирует в мультсериале «Человек-паук» 1994 года в эпизодах «Страсти по мутантам» и «Месть мутантов», где его вновь озвучил Поттер[21]. Также Гамбит был одним из кандидатов на вступление в команду Человека-паука в эпизоде «Секретные войны 1: Прибытие».
- Гамбит и другие члены Людей Икс появляются в качестве камео в эпизоде «Кошмаре в зелёном» мультсериала «Фантастическая четвёрка (мультсериал, 1994)» 1994 года.

Гамбит в мультсериале «Люди Икс: Эволюция» 2000 года.

- В мультсериале «Люди Икс: Эволюция» 2000 года Гамбита озвучил Алессандро Юлиани[21]. В данной версии образ Гамбита и его роль в сюжете претерпели значительные изменения. По изначальной задумке его заигрывание с Шельмой должны были быть отсылкой к их романтическим отношениям в комиксах. Ближе к концу мультсериала Гамбит похищает Шельму в попытке манипулировать ею, чтобы она помогла ему спасти его приёмного отца Жан-Люка после того, как тот был похищен гильдией убийц. Тем не менее, впоследствии Гамбит начинает защищать Шельму, когда замечает изумление Жан-Люка относительно её способностей мутанта. В конечном итоге они решают расстаться друзьями, а сам Гамбит дарит Шельме свою любимую карту даму червей.

Гамбит в мультсериале «Росомаха и Люди Икс» 2009 года.

- Фил Ламар озвучил Гамбита в мультсериале «Росомаха и Люди Икс» 2009 года[21]. Первое появление персонажа состоялось в эпизоде «Воровской Гамбит». Сначала он появляется в качестве вора по найму, который крадёт ошейник, нейтрализующий способности мутантов, изобретённый Форджем, и продаёт его доктору Сивиле Зейн и Боливару Траску для использования в программе «Страж». Росомаха убеждает Гамбита помочь ему вернуть ошейник. Гамбит возвращается в эпизоде «Тузы и восьмёрки», где очаровывает и соблазняет Полярис в попытках украсть шлем Магнето, а также разместить взрывчатые вещества, чтобы повредить объекты Дженоши. В конце эпизода он оставляет Поларис, заявляя, что он не тот человек, которым она его считает. Как и в более ранних мультсериалах, связанных с Людьми Икс, Гамбит имеет сильный каджунский акцент и носит обычные бронежилет и пальто. У него не формируются романтические отношения с Шельмой, поскольку персонажи даже не встречались на экране.
- Гамбит появится в предстоящем мультсериале «Люди Икс ’97», являющемся продолжением «Людей Икс» 1992 года[22].

### Подкаст
Гамбит появился во втором сезоне серии подкастов о Росомахе, где его озвучил Билл Хек.

### Кино
- В фильме «Люди Икс 2» имя Реми Лебо упоминается в компьютерном файле, который просматривает Мистик на базе Уильяма Страйкера. Каскадёр Джеймс Бэмфорд исполнил эпизодическую роль Гамбита, но она так и не вошла в исходный вариант. Вместо этого Гамбит был добавлен в новеллизацию фильма от Криса Клэрмонта. Несмотря на то, что он не был упомянут по имени, Гамбит был показан как один из мутантов, затронутых активацией Тёмного Церебро. Он играет в карты в баре Нового Орлеана, где внезапно падает от боли и взрывает стол. В новеллизации «X3» Гамбит является новым учеником школы для одарённых подростков и проходит подготовку Росомахи наряду с Пушечным ядром, Даниеллой Мунстар и Сейдж[24].
- Брайан Сингер, который должен был стать режиссёром третьей части серии фильмов «Люди Икс», планировал включить в сюжет Гамбита в исполнении Киану Ривза[25]. Согласно раннему сценарию Гамбит был рекрутирован в команду, где соперничал с Человеком-льдом за чувства Шельмы. Ченнинг Татум пробовался на роль персонажа до того, как тот был вырезан из фильма[26]. Роль была предложена Джошу Холлоуэю, однако тот отказался из-за конфликтов в расписании со съёмками сериала «Остаться в живых». Бывший профессиональный рестлер WWE Грегори «Ураган» Хелмс присматривался к персонажу до смены продюсеров и режиссёра проекта. Согласно аудиокомментариям к фильму «Люди Икс: Последняя битва», Гамбит должен был появиться в сцене с тюремным конвоем прежде чем персонаж был вырезан из сюжета, потому создатели посчитали роль чересчур незначительной для такого известного персонажа.

Гамбит в фильме «Люди Икс: Начало. Росомаха»

- Тейлор Китч сыграл Реми Лебо / Гамбита в фильме «Люди Икс: Начало. Росомаха» 2009 года[4]. По сюжету Реми находился в заключении в тюрьме Уильяма Страйкера в течение двух лет, получив прозвище «Гамбит» от местных охранников, которых регулярно обыгрывал в покер. Сбежав с острова, Реми стал использовать свой талант в казино. Когда Росомаха решил попасть на этот остров, чтобы уничтожить базу Страйкера, он по совету Пузыря отправился к Гамбиту. Тот, увидев жетоны Логана, принял его за агента Страйкера и атаковал игральными картами, после чего появился Саблезубый. Непреднамеренно помогая последнему сбежать и, тем самым, лишив Логана мести, Гамбит согласился пойти на сотрудничество и помог Росомахе попасть на остров на вертолёте. Позже Реми вернулся на остров и спас Логана от падающей градирни, разрубив её надвое своим боевым шестом. Логан отправил его вывести молодых мутантов с острова, но Гамбита опередил Чарльз Ксавьер. Гамбит вернулся к потерявшему память Логану и напомнил ему его имя, после чего предложил отступить, однако Логан отказался, сказав что уйдёт один. Костюм и внешний вид Гамбита в фильме претерпели существенные изменения: вместо светло-коричневого плаща он носил чёрный кожаный плащ, а на его голове не было фирменной полумаски. Глаза Гамбита краснели лишь при использовании способностей, поскольку продюсеры посчитали, что оригинальный дизайн будет отвлекать внимание. Способности Реми стали менее разрушительными, однако его карты в состоянии протолкнуть человека сквозь стену. Данное воплощение Гамбита было вдохновлено версией из Ultimate X-Men, где он так же был отошедшим от дел вором и имел акцент, представляющий собой смесь южного и каджунского языков.
- Ченнинг Татум, который изначально рассматривался на роль Гамбита в фильме «Люди Икс: Начало. Росомаха», должен был сыграть Реми Лебо в сольном фильме про этого персонажа. Разработка фильма велась в течение нескольких лет. В 2014 году, во время мировой премьеры фильма «Люди Икс: Дни минувшего будущего» Лорен Шулер Доннер объявила об участии Ченинга Татума в фильме «Люди Икс: Апокалипсис», а также подтвердила слухи о создании сольного фильма[27][28]. В октябре 2014 года Татум сообщил, что картина находится в разработке, а студия ведёт поиски сценариста. В октябре 2014 года Fox официально анонсировала выход фильма «Гамбит» по сценарию Джошуа Зетумера, базирующемуся на переработанном материале от почётного сценариста комиксов о Людей Икс Криса Клэрмонта. Саймон Кинберг, Доннер, Татум и Рид Кэролин должны были выступить сопродюсерами фильма[29]. Первоначально фильм должен был выйти в октябре 2016 года[30][31]. По словам Татума, он должен был раскрыть историю происхождения персонажа[32]. К июню 2015 года Руперт Уайатт присоединился к проекту в качестве режиссёра[33]. К августу 2016 года Татум заявил, что его персонаж в конечном итоге не появится в картине «Людях Икс: Апокалипсис»[34][35][36]. В августе 2015 года стало известно, что Леа Сейду сыграет возлюбленную главного героя, мутанта Белла Донну Будро[37][38][39]. В следующем месяце Уайатт покинул проект из-за конфликтов в расписании[40]. Месяц спустя Кинберг заявил, что надеется приступить к съёмкам следующей весной[41]. Изначально премьера фильма должна была состояться в октябре 2016 года[42], однако студия увеличила срок производства, чтобы подобрать правильный сценарий, тон и направление[43][44]. К июлю того же года продюсер Кинберг объявил, что режиссёром фильма выступит Даг Лайман, а основные съёмки начнутся следующей весной[45]. Тем не менее, к августу Лайман покинул проект из-за конфликтов в расписании[46]. Во время пресс-тура по продвижению первого телесериала франшизы под названием «Легион» Доннер подтвердил, что Татум по-прежнему закреплён за ролью Гамбита и активно участвует в процессе разработки[47][48]. К августу 2017 года сценарий подвергся дальнейшей переработке, чтобы соответствовать по духу успешным «Дэдпулу» и «Логану»[49]. В октябре было объявлено, что Гор Вербински был нанят в качестве нового режиссёра. Позже появилась информация о рабочем названии фильма — «Gambit — Chess». 11 января 2018 года Гор Вербински покинул пост режиссёра, из-за чего проект вновь остался без руководителя[50]. В мае 2018 года Кинберг заявил о завершении итогового варианта сценария, а также анонсировал производство в третьем квартале 2018 года[51]. 27 сентября 2018 года Кинберг сообщил IGN, что фильм будет романтической комедией[52]. Выход фильма был запланирован на 13 марта 2020 года[53]. 14 марта 2019 года Руперт Уайатт отметил: «Теперь у руля стоит Disney, поэтому я не знаю, каковы их планы»[54]. Фильм был официально отложен в мае 2019 года[55].
- Татум сыграл Реми Лебо / Гамбита в картине «Кинематографической вселенной Marvel» «Дэдпул и Росомаха» (2024)[5]. Персонаж говорит с каджуно-французским акцентом.[56]

### Видеоигры

Гамбит на рекламном изображении игры X-Men Legends II: Rise of Apocalypse.

- Первое появление Гамбита в видеоиграх состоялось в Spider-Man and the X-Men in Arcade’s Revenge для Super Nintendo Entertainment System.
- В X-Men и X-Men 2: Clone Wars для Sega Mega Drive, а также X-Men: Gamesmaster’s Legacy и X-Men: Mojo World для Sega Game Gear Гамбит является игровым персонажем.
- Гамбит — играбельный персонаж в X-Men: Mutant Apocalypse для Super Nintendo.
- Гамбит фигурирует в Wolverine: Adamantium Rage.
- Гамбит появляется в игре Marvel vs. Capcom 2: New Age of Heroes, где его озвучил Тони Дэниелс, ранее озвучивший персонада в мультсериале 1992 года.
- В X-Men: Mutant Academy и её сиквеле X-Men: Mutant Academy 2 Гамбита вновь озвучил Дэниелс[21].
- В X-Men: Next Dimension Гамбит, являющийся игровым персонажем, был вновь озвучен Дэниелсом[21].
- В X-Men Legends и X-Men Legends II: Rise of Apocalypse является играбельным персонажем, где его озвучивает Скотт Макдональд[21]. У него есть особые диалоги с Пиро и Себастьяном Шоу.
- В Marvel: Ultimate Alliance Гамбит появляется во вступительном ролике как один из персонажей, убитых Доктором Думом.
- Гамбит является одним из игровых персонажей Marvel: Ultimate Alliance 2, где его озвучил Майкл Данн[21]. Его костюм всадника Апокалипсиса также может быть выбран игроком. Гамбит утешает Мисс Марвел на панихиде по пропавшим и предположительно умершим супергероям.
- Гамбит, озвученный Крисом Эджерли[21], является одним из боссов X-Men Origins: Wolverine, основанной на одноимённом фильме. Здесь Гамбит имеет более ярко выраженный каджунский акцент, чем в фильме, в дополнение к нескольким другим отличительным чертам характера. В игре Росомаха преследует Гамбита по всему строящемуся отелю / казино в Новом Орлеане, отбиваясь от солдат полковника Страйкера и четырёхруких женщин-мутантов с клинками, которые работают на Гамбита.
- Гамбит — играбельный персонаж в Marvel Super Hero Squad Online.
- Гамбит, вновь озвученный Филом Ламаром[21], является одним из доступных персонажей в игре X-Men: Destiny.
- В Ultimate Marvel vs. Capcom 3 Гамбита озвучил Рик Паскуалоне[21]. На плакате «Дни минувшего будущего» говорится, что он был схвачен.
- В игре Spider-Man: Edge of Time для Nintendo DS имеется символ, ссылающийся на казино Гамбита.
- Гамбит является играбельным персонажем в игре Marvel: Avengers Alliance для Facebook.
- В игре Marvel Heroes Гамбит — играбельный персонаж. Ранее он появлялся в Башне Мстителей, снабжая других героев полезными предметами.
- В игре Deadpool Злыдень создал нескольких взрывоопасных клонов Гамбита. Сам Гамбит появляется в галлюцинации Дэдпула, где играет на синтезаторе.
- Гамбит появляется в качестве играбельного персонажа в игре Lego Marvel Super Heroes, где его вновь озвучил Фил ЛаМарр[57].
- Гамбит является одним из игровых персонажей мобильной игры Marvel Puzzle Quest.
- Гамбит — игровой персонаж в Marvel: Contest of Champions.
- Гамбит появляется в качестве играбельного персонажа в Marvel: Future Fight.
- Паскуалоне вновь озвучил Гамбита в игре Marvel Ultimate Alliance 3: The Black Order.
- Гамбит является одним из игровых персонажей в Marvel Super War.
- Скин Гамбита, наряду с обликом его возлюбленной Шельмы, доступен для покупки в Fortnite: Battle Royale.
- Гамбит является игровой картой в мобильной игре Marvel Snap.

## В поп-культуре
- Один из персонажей манги «Rurouni Kenshin» — Курогаса был срисован автором, Нобухиро Вацуки, именно с Гамбита, что отметили критики[59]. Кроме того, заметно влияние образа Гамбита на образ Тубалкаина Альгамбры из манги и ОВА Hellsing.
- Джей Си Тремблей сыграл Реми Лебо в короткометражном фан-фильме «Веном: Истина в журналистике» от Adi Shankar's Bootleg Universe. Он был изображён как французский студент-киновед, снимающий документальный фильм об опальном журналисте-расследователе Эдди Броке, который сталкивается с убийцей Меченым и инопланетным симбиотом Веномом во время съёмок[60][61][62].

## Критика и отзывы
В 2011 году Гамбит занял 65 место в списке 100 лучших героев комиксов по версии IGN: «Для некоторых присутствие Гамбита в команде всегда было излишним, однако другие влюбились в чванство, обаяние и тёмное прошлое. Гамбит — это та измученная душа, которую любят читатели Людей Икс, и его дальнейшее появление в ТВ и кино делает его одним из лучших». В 2013 году ComicsAlliance поместил Гамбита на 4-е место в своём списке «50 самых сексуальных персонажей мужского пола в комиксах».